# 豊田通商BLUE WING
豊田通商BLUE WING（とよたつうしょうブルーウィング、英: TOYOTA TSUSHO BLUE WING）は、2023年現在、トップウェストAに所属する豊田通商のラグビーユニオンチーム。将来的にリーグワン参入を目指すチームの一つである。

## 概要
- 1980年創部
- 公式戦は、愛知県豊田市にある藤岡グラウンド[1]で行われている。また豊田通商BLUE WINGのクラブチームは、RED WING。[2]

## チームスローガン
- 一体感

## 成績

### リーグ戦戦績
- 2004-2005 愛知社会人リーグ Bリーグ 優勝（5勝1敗）
- 2005-2006 愛知社会人リーグ Bリーグ 優勝（6勝）、愛知県社会人リーグAリーグ昇格
- 2006-2007 愛知社会人リーグ Aリーグ 優勝（7勝）、東海社会人ラグビーリーグBリーグ昇格
- 2007-2008 東海社会人ラグビーリーグ Bリーグ 優勝（6勝）、東海社会人ラグビーリーグAリーグ昇格
- 2008-2009 東海社会人ラグビーリーグ Aリーグ 優勝（6勝）、トップウェストB1昇格
- 2009-2010 トップウェストB1 優勝、トップウェストB昇格
- 2010-2011 トップウェストB 優勝、トップウェストA1昇格
- 2011-2012 トップウェストA1 5位
- 2012-2013 トップウェストA1 5位
- 2013-2014 トップウェストA1 4位（2勝4敗）
- 2014-2015 トップウェストA1 5位（1勝4敗）、リーグ再編に伴いトップウェストBへ参入[3]
- 2015-2016 トップウェストB 7位（2勝5敗）、入替戦：勝利、トップウェストB残留
- 2016-2017 トップウェストB 3位（5勝2敗）、トップウェストAに昇格[4]
- 2017-2018 トップウェストA 5位（2勝5敗）
- 2018-2019 トップウェストA 6位（2勝6敗）
- 2019-2020 トップウェストA 6位（4勝4敗）
- 2021-2022 トップウェストA 6位（リーグ戦：ホワイトカンファレンス3位 1勝2敗、順位決定戦：5・6位決定戦 敗戦）
- 2022-2023 トップウェストA 7位（2勝6敗）、入替戦：勝利、トップウェストA残留
- 2023-2024 トップウェストA 7位（3勝4敗）、入替戦：勝利、トップウェストA残留
- 2024-2025 トップウェストA 7位（1勝6敗）、入替戦：勝利、トップウェストA残留

## 2019年度スコッド
太字は今年度からの新加入選手
- 主将　三橋功太郎

| ポジション | 選手名     | 出身校     | 代表 キャップ |
| ---------- | ---------- | ---------- | ------------- |
| PR         | 石川智基   | 愛知学院大 |               |
| PR         | 柘植潤也   | 同志社大   |               |
| PR         | 福岡賢幸   | 中京大     |               |
| PR         | 藤井克也   | 中部大     |               |
| PR         | 小林裕汰   | 中京大     |               |
| PR         | 依藤尚之介 | 帝京大     |               |
| HO         | 奥田航     | 中京大     |               |
| HO         | 安藤隆真   | 名城大     |               |
| LO         | 角川海人   | 同志社大   |               |
| LO         | 濱田一生   | 名城大     |               |
| LO         | 森屋雄斗   | 三好高     |               |
| FL         | 三橋功太郎 | 明治大     |               |
| FL         | 舩橋卓馬   | 龍谷大     |               |
| FL         | 池本翔一   | 早稲田大   |               |
| FL         | 下村勇登   | 中京大     |               |
| FL         | 和崎慶一   | 帝京大     |               |
| FL         | 前島太一   | 愛知工業大 |               |
| No.8       | 藤田紘也   | 帝京大     |               |

| ポジション | 選手名     | 出身校     | 代表 キャップ |
| ---------- | ---------- | ---------- | ------------- |
| SH         | 傳田匠     | 名城大     |               |
| SH         | 上田将也   | 早稲田大   |               |
| SH         | 藤河瑞樹   | 中京大     |               |
| SO         | 犬飼進吾   | 帝京大     |               |
| SO         | 大島寛之   | 帝京大     |               |
| SO         | 堀本康平   | 青山学院大 |               |
| WTB        | 松田翔太   | 愛知工業大 |               |
| WTB        | 藤巻賢太郎 | 同志社大   |               |
| WTB        | 竹内コスモ | 中京大     |               |
| WTB        | 寺沢委也   | 名城大     |               |
| CTB        | 光井匡     | 同志社大   |               |
| CTB        | 野中陽介   | 名城大     |               |
| CTB        | 古橋純     | 慶應義塾大 |               |
| CTB        | 中西映都   | 大阪体育大 |               |
| CTB        | 近藤拓実   | 栄徳高     |               |
| FB         | 野呂昌平   | 中京大     |               |